# توکاینید
توکاینید (به انگلیسی: Tocainide)
رده درمانی: بی‌حس‌کننده موضعی
اشکال دارویی: آمپول و قرص

## موارد مصرف
توکاینید به عنوان بی حس‌کننده موضعی و نیز در درمان آریتمی‌های قلبی مصرف می‌شود.

## مکانیسم اثر
از آمیدها و آنالوگ لیدوکائین است. توکاینید از داروهای ضدآریتمی کلاس Ib و مسدودکننده کانال سدیم در سلولهای قلبی است.

## عوارض جانبی
داروهای مسدودکننده کانال سدیم علی‌رغم اینکه در بسیاری از موارد منجر به قطع یا کاهش آریتمی اولیه می‌شوند اما با توجه به قابلیت اختلال در سیستم هدایتی قلب می‌توانند منجر به ایجاد آریتمی‌های جدید شده که گاهی خطرناک می‌باشند. بنابراین تجویز این داروها و میزان مصرف شده باید کاملاً تحت نظر متخصص قلب باشد.  